# Kurhessische Verfassung von 1831

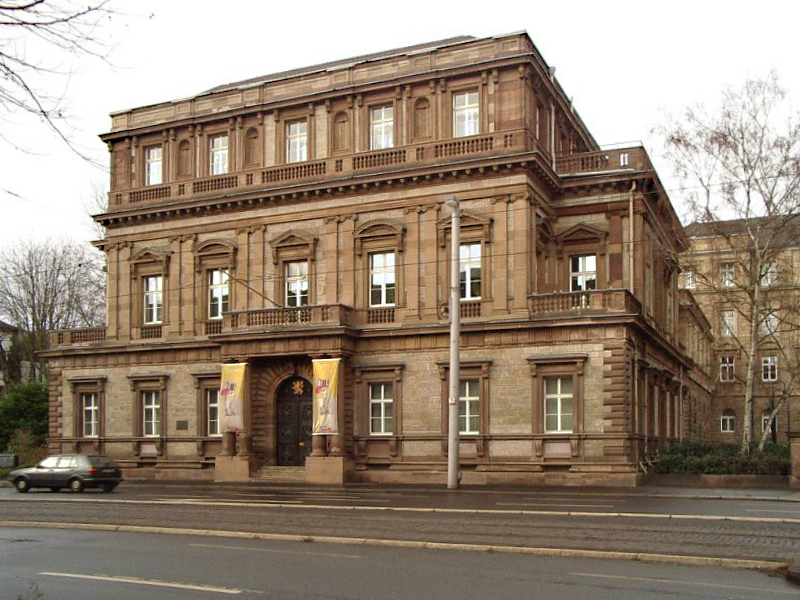
Das Ständehaus in Kassel, 1832–36 von Julius Eugen Ruhl

Die Kurhessische Verfassung von 1831 gilt als eine der außergewöhnlichsten, weil relativ liberalen Verfassungen des deutschen Konstitutionalismus. Bereits von den Zeitgenossen erfuhr sie große Anerkennung. Karl Marx lobte sie 1859 als „das liberalste Grundgesetz [...] das je in Europa verkündet wurde“.

## Entstehungsgeschichte

### Altständische Verfassung
Nachdem in den Jahren 1815/16 die Verhandlungen zwischen Kurfürst Wilhelm I. und den althessischen Landständen über eine moderne Verfassung gescheitert waren, verzichtete der Kurfürst – entgegen den Vorgaben des Artikel XIII der Deutschen Bundesakte aus dem Jahr 1815 – auf eine Verfassung und regierte formal nach der altständischen Verfassung weiter, faktisch allerdings absolutistisch ohne die Landstände, da er sie nicht einberief. Auch der Thronwechsel 1821 zu Kurfürst Wilhelm II. brachte – trotz einiger Reformansätze in der Anfangszeit seiner Regierung – keine Änderung dieser Politik.

### Verfassungsbewegung der Revolution von 1831

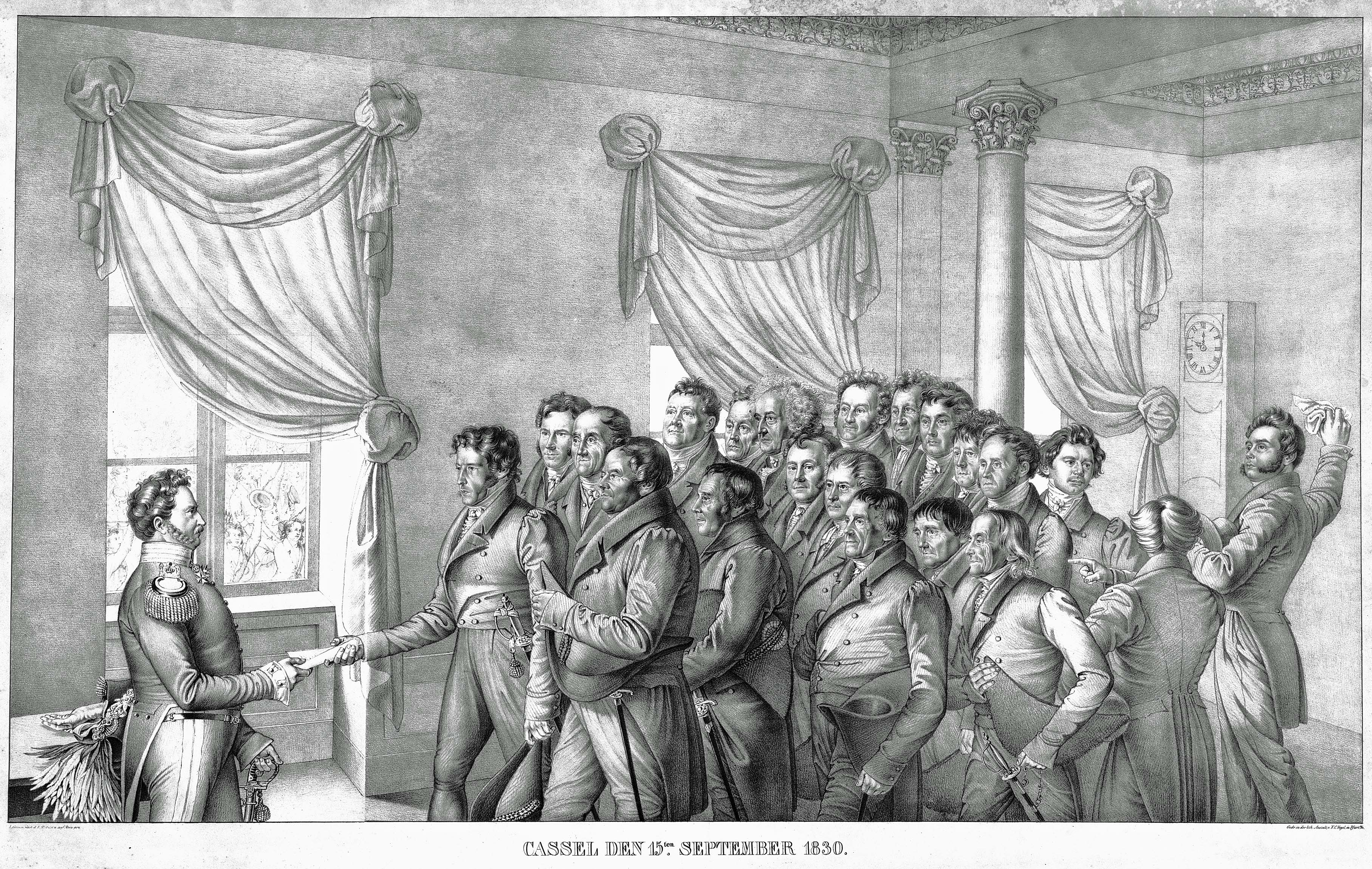
Bürgerdeputation am 15. September 1830; Verfassungsbild von Ludwig Emil Grimm

Erst die französische Julirevolution von 1830, ausgelöst durch die aufgestauten politischen, wirtschaftlichen und sozialen Probleme, erzeugte den nötigen Druck, damit auch dem Kurfürstentum Hessen eine kodifizierte, moderne Verfassung erhielt. Am Anfang standen am 6. September Unruhen in Kassel, die sich auf andere kurhessische Städte und ländliche Regionen ausweiteten. Kurfürst Wilhelm II. empfing unter dem massiven Druck der Straße am 15. September eine Bürgerdeputation unter dem Kasseler Bürgermeister Karl Schomburg und sicherte ihr die Einberufung der Landstände und die Ausarbeitung einer Verfassung zu. Die Einberufung erfolgte am 19. September 1830. Die Landstände waren in ihrer Zusammensetzung dabei noch die der überkommen der altständischen Verfassung Alt-Hessens, was auch bedeutete, dass ein Teil der Deputierten durch den Kurfürsten berufen wurde. Am 21. September 1830 traf eine Delegation aus Hanau ein, die forderte, dass auch die Landesteile in den Landständen repräsentiert sein sollten, die bisher dort nicht vertreten waren – so auch die Grafschaft Hanau, die „erst“ 1736 an die damalige Landgrafschaft Hessen gelangt war. Die Zusage, dass auch die Landesteile in den Landständen vertreten sein sollten, die bisher dort nicht repräsentiert waren, gab der Kurfürst. Die Zölle, die Hanau besonders belasteten, und die aufzuheben die Delegation ebenfalls gefordert hatte, aber hob er nicht auf. Als die Delegation am 24. September mit diesem Ergebnis nach Hanau zurückkehrte, brach auch hier die Revolution aus. Dabei wurden zwei Zollämter (Hanau und Mainkur) und das Geschäft eines Verkäufers von Stempelpapieren zerstört.

### Verhandlung über die Verfassung
Der Landtag trat am 16. Oktober zusammen. Für die Verhandlungen über die Verfassung  ernannte der Kurfürst zwei Landtagskommissare, Otto von Porbeck und Karl Michael Eggena, als Verbindungsbeamte zwischen Regierung und Landständen. Anfang Oktober 1830 legten sie den Landständen einen ersten Entwurf vor, die so genannte Landesherrliche Proposition. Diese lehnte sich stark an den Entwurf von 1816 an. Zu der seitens der Regierung erhofften schnellen Annahme der Proposition kam es aber nicht. Vielmehr wollten die Landstände darüber beraten.
Bei den Diskussionen hatte die „kurfürstliche Partei“ innerhalb der Stände keine Fürsprecher, wurde dort aber durch die zwei Landtagskommissare vertreten. Der Adel – vier Standesherren und die Ritterschaft – entsandten zwar insgesamt sieben Vertreter in den Landtag, konnten ihre Standes-Interessen aber nur sehr begrenzt in der Verfassung verankern, da ihre Privilegien von allen anderen Beteiligten abgelehnt wurden. Nicht einmal die sonst zu dieser Zeit übliche, im Wesentlichen für den Adel reservierte, zweite Kammer konnten sie durchsetzen. Die Vertreter der Bauern waren – aufgrund des Wahlrechtes – vor allem Großbauern und nicht-adelige Gutsbesitzer. Deren Interessen stimmten weitgehend mit denen des Bürgertums überein. So konnte das Bürgertum den Inhalt der Verfassung wesentlichen bestimmen. Dessen Vertreter waren zu einem erheblichen Teil Juristen. Sylvester Jordan, Staatsrechtslehrer an der Universität Marburg, wurde Vorsitzender des Verfassungsausschusses der Landstände und bestimmte mit seiner liberalen Einstellung ganz wesentlich den Inhalt der Verfassung. Ergebnis des Ausschusses waren die Gutachtlichen Bemerkungen, über die von den Landständen nun diskutiert wurde. Hier allerdings waren die Landtagskommissare wieder beteiligt. Beide Seiten drängten auf einen Verhandlungsabschluss, der Kurfürst, weil er glaubte, dann seine Mätresse, die Gräfin Emilie von Reichenbach, wieder nach Kassel holen zu können, das bürgerliche Lager, weil die unteren gesellschaftlichen Schichten weiterhin Unruhen auslösten, und beide Seiten, weil sie eine Bundesexekution fürchteten. So kam ein Kompromiss zustande. Im Dezember beriet das Gesamtstaatsministerium über den vom Landtag eingereichten Entwurf, der Anfang Januar vom Geheimen Kabinettsrat Carl Rivalier von Meysenbug redaktionell bearbeitet wurde. Am 5. Januar 1831 unterzeichnete der Kurfürst die Verfassungsurkunde, die am 8. Januar 1831 feierlich verkündet wurde. Der Bundestag des Deutschen Bundes sah sich nicht in der Lage, einen Beschluss zu der kurhessischen Verfassung herbeizuführen. Fürst Metternich und der badische Gesandte Blittersdorf waren strikt dagegen, Preußen befürwortete die Verfassung aus Opposition gegen Österreich und die deutschen Mittelstaaten waren mehrheitlich dafür, um ihre eigenen Verfassungen vor Eingriffen des Deutschen Bundes zu schützen. Ohne ein Veto des Deutschen Bundes galt eine entsprechende Landesverfassung.

## Inhalt
Die Verfassung umfasste 160 Paragraphen.

### Regierung
Formal hielt die Verfassung am monarchischen Prinzip fest, wenn auch überdurchschnittlich umfangreich Beteiligungsrechte der Landstände verankert wurden. Die Exekutive, insbesondere in Heer, Diplomatie und Verwaltung, blieben weitgehend in der Hand des Fürsten.

### Wahlrecht
Das Wahlrecht wurde als Zensuswahlrecht über ein Wahlgesetz festgeschrieben, das gemäß § 72 der Verfassung einen Teil von ihr darstellte. Damit sicherte sich das Bürgertum gegen die „unteren“ sozialen Schichten ab.

### Landstände
Landständisch-parlamentarische Mitwirkung war bei der Verabschiedung des Etats, insbesondere bei der Bewilligung von Steuern erforderlich. Das bewegte sich im Rahmen des damals Üblichen. Darüber hinaus ging allerdings das Recht der Landstände auf Gesetzesinitiative.
Zwischen den Sitzungsperioden bestand ein „Ständiger Ausschuss“ des Landtages, der aber zu wenig Rechte hatte, um die Landstände in dieser Zeit wirklich zu ersetzen. Der Kurfürst alleine besaß das Recht, die Landstände einzuberufen und aufzulösen Er war allerdings verpflichtet, nach einer Auflösung der Landstände neu wählen zu lassen und die Landstände dann einzuberufen.

### Grundrechte
Zahlreiche Grundrechte waren in der Verfassung festgeschrieben: Gleichheit vor dem Gesetz (§ 26), Religionsfreiheit (§§ 29, 30), Freiheit der Person und Eigentumsgarantie (§§ 31, 32), Berufsfreiheit (§ 36), Briefgeheimnis (§ 38), Petitionsrecht (§ 99), Rechtsweggarantie und das Verbot von Ausnahmegerichten (§§ 112ff.). Die Meinungsfreiheit und Pressefreiheit (§§ 37, 39) wurden zwar garantiert, standen aber unter Gesetzesvorbehalt und wurden bis 1848 nicht in die Praxis umgesetzt.

## Bewertung
Unter den Verfassungen der damaligen Zeit war sie eine der fortschrittlichsten, weil sie in einigen Punkten über die bis dahin in anderen Staaten den Landständen gewährten Rechte hinausging:
- Die Kurhessische Ständeversammlung war ein Einkammerlandtag.
- Sie besaß das Recht zu Gesetzesinitiative und
- hatte die Pflicht zur Ministeranklage, wenn ein Regierungsmitglied gegen Bestimmungen der Verfassung verstieß.
- Die Eidesleistungen des Landesherrn, der Beamten, Offiziere (§§ 46, 60) und Abgeordneten erfolgte auf die Verfassung. Insbesondere im Hinblick auf die Offiziere war das sensationell und sollte 1850 dem Landesherrn noch erhebliche Probleme bereiten.
- Im Gegensatz zur spätantiken Verfassung des Corpus iuris civilis und des preußischen ALR, sah die kurhessische Verfassung festgeschriebene Präjudizien vor. Dem Richter wurde somit nicht diktiert, er habe allein das bestehende Gesetz anzuwenden und höchst beschränkte Auslegungsspielräume. Deshalb wurden bedeutsame Entscheidungen des OAG Cassel verbindlich in die Verfassung geschrieben, das verfolgte Anliegen war die Erzielung von Rechtssicherheit und die Wahrung des Gleichheitsgrundsatzes.[6]

Damit war die Kurhessische Verfassung von 1831 zu ihrem Entstehungszeitpunkt wohl die liberalste in Deutschland. Übertroffen wurde sie nur durch die Verfassung des Königreichs Belgien von 1831, die allerdings aufgrund der Sezession Belgiens vom Königreich der Niederlande infolge der Belgischen Revolution von 1830 entstanden war und deshalb ohne jede obrigkeitliche Einwirkung zustande kommen konnte.

## Praxis
In der Praxis funktionierte das in der Kurhessischen Verfassung von 1831 Niedergelegte nur begrenzt. Die Verfassung traf in Friedrich Wilhelm (Prinzregent von 1831 bis 1847, dann Kurfürst) auf einen extrem rückwärts gewandten, uneinsichtigen und politisch unfähigen Landesherren. Dieser versuchte sofort alles, um die Verfassung auszuhebeln. Das spiegelt sich in einer entsprechenden Personalpolitik, wie etwa der Berufung des ultra-konservativen Ludwig Hassenpflug zum leitenden Minister, der die anti-konstitutionelle Politik anleitete, wider. Er überstand vier Ministeranklagen des Landtags. Dies belegte im Nachhinein die Unbrauchbarkeit der Ministeranklage als Instrument, die Regierung zu kontrollieren. Der Landtag wurde nun durch den Kurfürsten immer aufgelöst, wenn Beschlüsse drohten, die unangenehm waren. Auch wurde die Zusammensetzung des Landtages bei Neuwahlen manipuliert.
Kurfürst Friedrich Wilhelm schreckte auch nicht vor Rechtsbruch zurück, was zum Kurhessischen Verfassungskonflikt 1850 führte, und dem anschließenden Einsatz ausländischen Militärs, der sogenannten Strafbayern. 1852 wurde die Verfassung seitens des Kurfürsten einseitig geändert. Nach folgenden langen Auseinandersetzungen wurde die Verfassung von 1831 im Jahr 1860 teilweise und 1862 vollständig wiederhergestellt. Die sich hier widerspiegelnden Konflikte zwischen Kurfürst und Bürgertum führten dazu, dass das Königreich Preußen nach dem Krieg von 1866 das Kurfürstentum problemlos annektieren konnte, weil das Bürgertum froh war, den ungeliebten Landesherrn loszuwerden und in eine wirtschaftlich viel leistungsfähigere, größere Einheit integriert zu sein.